# Liste der Monuments historiques in Rantigny
Die Liste der Monuments historiques in Rantigny führt die Monuments historiques in der französischen Gemeinde Rantigny auf.

## Liste der Bauwerke
| Bezeichnung              | Beschreibung                  | Standort | Kennzeichnung | Schutzstatus | Datum | Bild           |
| ------------------------ | ----------------------------- | -------- | ------------- | ------------ | ----- | -------------- |
| Kirche St-Georges in Uny | Erbaut im 12./13. Jahrhundert | (Lage)   | PA00114825    | Inscrit      | 1927  | weitere Bilder |

## Liste der Objekte
- Monuments historiques (Objekte) in Rantigny in der Base Palissy des französischen Kultusministeriums